# Sprawdzian krzyżowy
Sprawdzian krzyżowy a. sprawdzanie krzyżowe (branż. walidacja krzyżowa, „kroswalidacja”) – metoda statystyczna polegająca na podziale próby statystycznej na podzbiory, a następnie przeprowadzaniu wszelkich analiz na niektórych z nich, tzw. zbiór uczący, podczas gdy pozostałe służą do potwierdzenia wiarygodności jej wyników, tzw. zbiór testowy (branż. zbiór walidacyjny).
Teoria sprawdzianu krzyżowego została zapoczątkowana przez Seymoura Geissera. Pozwala ona bronić się przed tzw. błędem trzeciego rodzaju i właściwie ocenić trafność prognostyczną modelu predykcyjnego. Bez jej zastosowania nie można być pewnym, czy model będzie dobrze działał dla danych, które nie były wykorzystywane do jego konstruowania (zob. nadmierne dopasowanie).

## Rodzaje

### Sprawdzian prosty
Jest to najbardziej typowy rodzaj sprawdzianu, w którym próbę dzieli się losowo na rozłączne zbiory: uczący i testowy. Zwykle zbiór testowy stanowi mniej niż 1/3 próby. Niektórzy nie zaliczają tego typu sprawdzenia do metody sprawdzianu krzyżowego.

### Sprawdziank-krotny
W tej metodzie oryginalna próba jest dzielona na k podzbiorów. Następnie kolejno każdy z nich bierze się jako zbiór testowy, a pozostałe razem jako zbiór uczący, po czym wykonuje się analizę (analiza jest więc wykonywana k razy). Uzyskane k rezultaty łączy się (np. uśrednia) w celu uzyskania jednego wyniku.

### Leave-one-out
Jest to odmiana sprawdzenia k-krotnego, gdzie elementy podziału są jednoelementowe, tj. N-elementowa próba jest dzielona na N podzbiorów. Stosowana często dla małych zbiorów danych.

### Stratyfikowany sprawdzian krzyżowy
Nie jest to w zasadzie osobna odmiana sprawdzianu krzyżowego, a odnosi się do wszystkich jej rodzajów wymienionych powyżej. Stratyfikowany sprawdzian krzyżowy (ang. stratified cross-validation) polega na takim podziale obiektów pomiędzy zbiór uczący i zbiór testowy, aby zachowane były oryginalne proporcje pomiędzy klasami decyzyjnymi. Zastosowanie stratyfikowanego sprawdzianu krzyżowego jest szczególnie ważne w przypadku, gdy w oryginalnym zbiorze danych występują znaczne dysproporcje w liczebności przykładów należących do poszczególnych klas decyzyjnych.